# Sant Llogari de Castellet

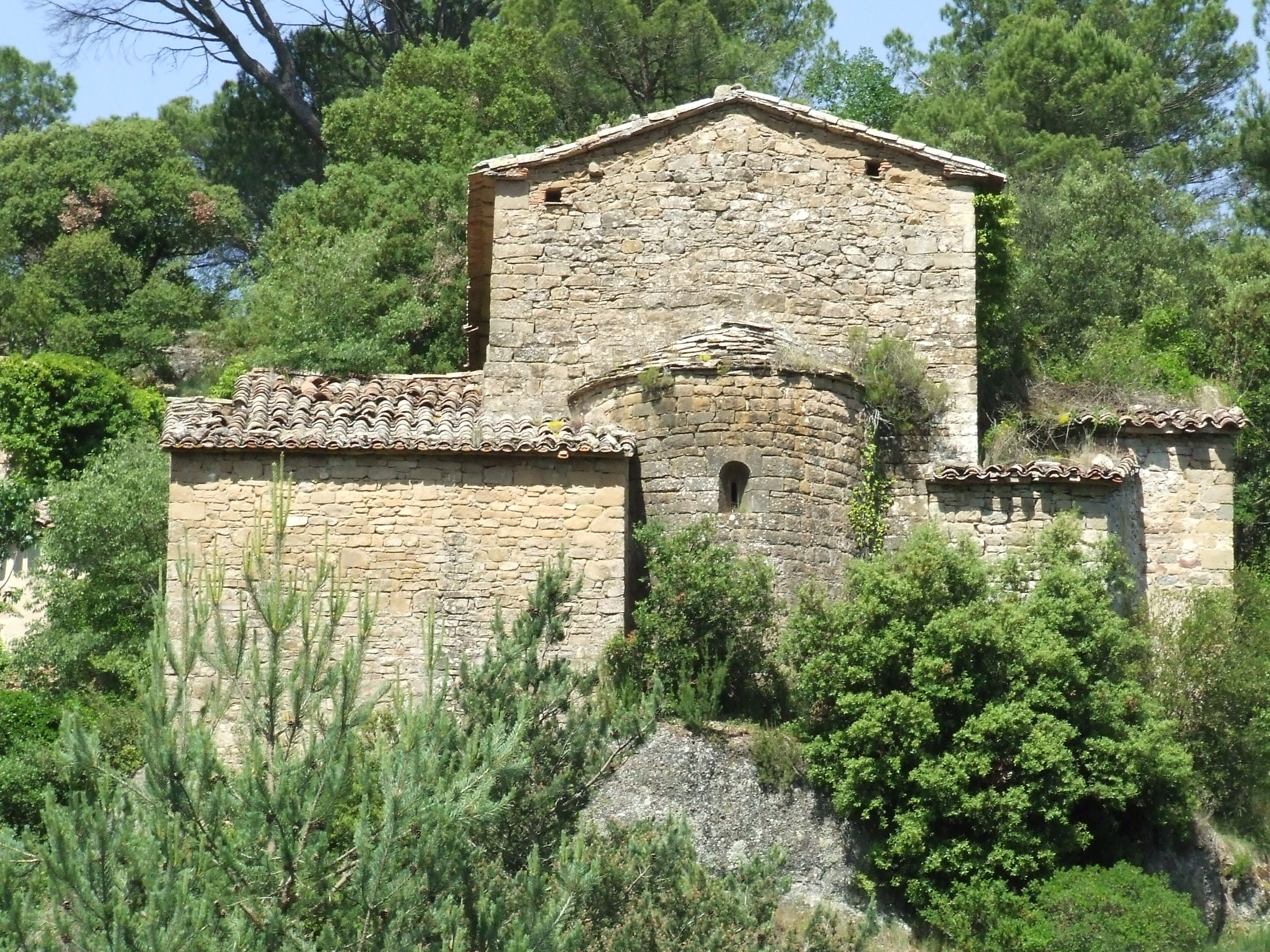
Vista de l'església des de llevant

Sant Llogari de Castellet, o de la Sala, és una església romànica del terme municipal de Castellterçol, a la comarca del Moianès. És una obra inclosa a l'Inventari del Patrimoni Arquitectònic de Catalunya. L'advocació de l'església és de sant Leodegari d'Autun.
Està situada a l'extrem occidental del terme, a prop del lloc on es toquen els terme des Castellcir, Castellterçol i Monistrol de Calders. És a l'esquerra de la riera de Sant Joan, en el tram on aquesta riera s'anomena de la Sala. Té al seu costat meridional i de ponent la masia de la Sala de Sant Llogari; estan emplaçades, església i masia, dalt d'un penya-segat, o cinglera, damunt de la riera en un lloc on aquesta fa un tancat meandre. A llevant de la masia i de l'església de Sant Llogari es troba un pla bastant ample, el Pla de Sant Llogari, que fan molt vistós el conjunt de la Sala.
Consta des de l'any 939 com a depenent de Santa Maria de Moià. El lloc és esmentant en un acte autèntic de l'arxiu del bisbat de Vic del 1259. El segle xiv fou traspassada a Sant Fruitós de Castellterçol i el 1550 passà com a sufragània de Sant Martí de Granera, per permuta amb Sant Julià d'Úixols.
Pertanyien a la seva jurisdicció eclesiàstica les masies de la Sala de Sant Llogari, al costat de la qual es troba, dues de la Vall de Marfà, terme actual de Castellcir (la Closella i Pujalt) i les del Pedrós, Vilanova i Vila-rúbia. Antigament n'havia tingut més, però són actualment desaparegudes, com Ca la Rosa, Cal Sec i l'Olleret. Inicialment era un temple d'una nau amb absis únic. Es conserva l'absis sencer, que cau a plom des de dalt d'una cinglera, i els murs de la nau. Ara bé, reformes dels segles XVI i XVII en desfiguraren la primitiva fàbrica romànica.